# Escape Goat
Escape Goat est un jeu vidéo de plates-formes et de réflexion développé et édité par MagicalTimeBean, sorti en 2011 sur Windows, Mac, Linux et Xbox 360.
Le jeu a une suite : Escape Goat 2.

## Accueil
- IGN : 8/10[1]